# Федосята
Федося́та (рос. Федосята) — присілок у складі Білохолуницького району Кіровської області, Росія. Входить до складу Білохолуницького міського поселення.
Населення поселення становить 481 особа (2010, 534 у 2002).
Національний склад станом на 2002 рік — росіяни 97 %.